# 6611-es mellékút (Magyarország)
A 6611-es számú mellékút egy bő két és fél kilométer hosszú, négy számjegyű mellékút Baranya vármegyében; két egymással szomszédos, idegenforgalmi szempontból megyei szinten kimagasló jelentőségű település, Abaliget és Orfű összekötését biztosítja.

## Nyomvonala
A 6604-es útból ágazik ki, annak 15+200-as kilométerszelvénye előtt, Abaliget lakott területének délkeleti szélén. Kicsivel több, mint 900 méter után éri el Orfű határát, innen egy darabig még a határvonalat kíséri, de nagyjából másfél kilométer után teljesen orfűi területre ér. 2,2 kilométer után után éri el Orfű nyugati üdülőövezetét, települési neve nincs. A 6609-es útba beletorkollva ér véget, annak az 1+700-as kilométerszelvénye táján.
Teljes hossza, az országos közutak térképes nyilvántartását szolgáló kira.gov.hu adatbázisa szerint 2,540 kilométer.